# Agrupamento Kissanguela
O Agrupamento Kissanguela foi um grupo musical angolano ativo entre os anos 1974 e 1979. Surgiu após o 'período de silência' que seguiu a revolução dos cravos, quando se tornou um dos poucos grupos musicais ativos na angola. 'Kissanguela' significa 'sociedade' em língua quimbundo. O grupo era formado por cerca de 30 artistas, trabalhando em vários ramos, como o instrumental, a dança, a poesia e na canção.
O grupo possuia uma intensa relação com o MPLA, servindo de às demandas de panfletagem musical. Chegava até mesmo a iniciar os comícios de Agostinho Neto.

## Álbuns
- A Vitória é Certa (1975)[5]

- Agrupamento Kissanguela (1978)[6]

- Agrupamento Kisangela (1979)[6]

- Rumo ao Socialismo e Progresso, disciplina, produção, estudo (1979)[5]